# August Petermann

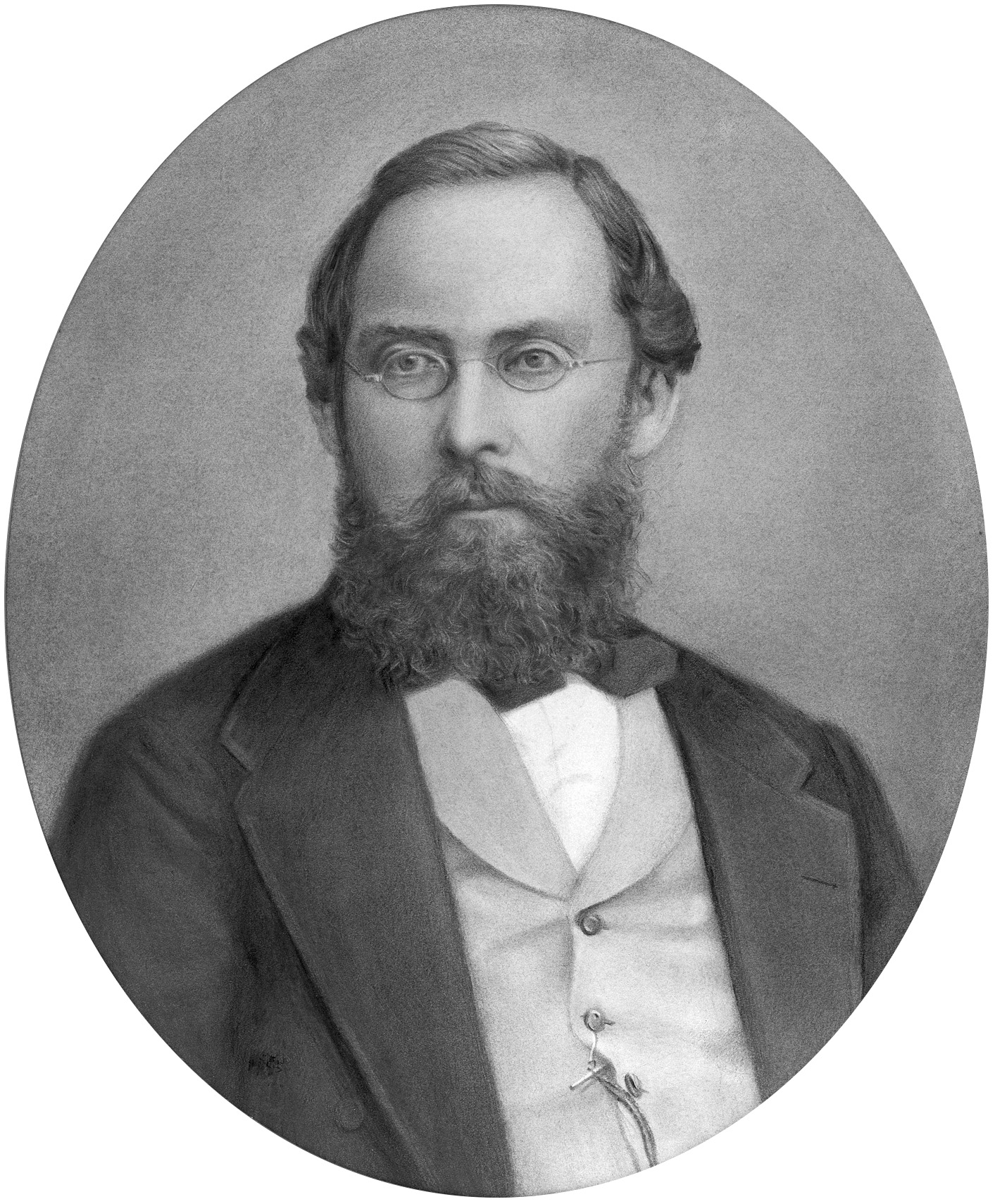
August Petermann

August Heinrich Petermann (* 18. April 1822 in Bleicherode; † 25. September 1878 in Gotha) war ein deutscher Geograph und Kartograph. Er gilt als einer der maßgeblichen Vertreter dieser Wissenschaften des 19. Jahrhunderts.

## Leben

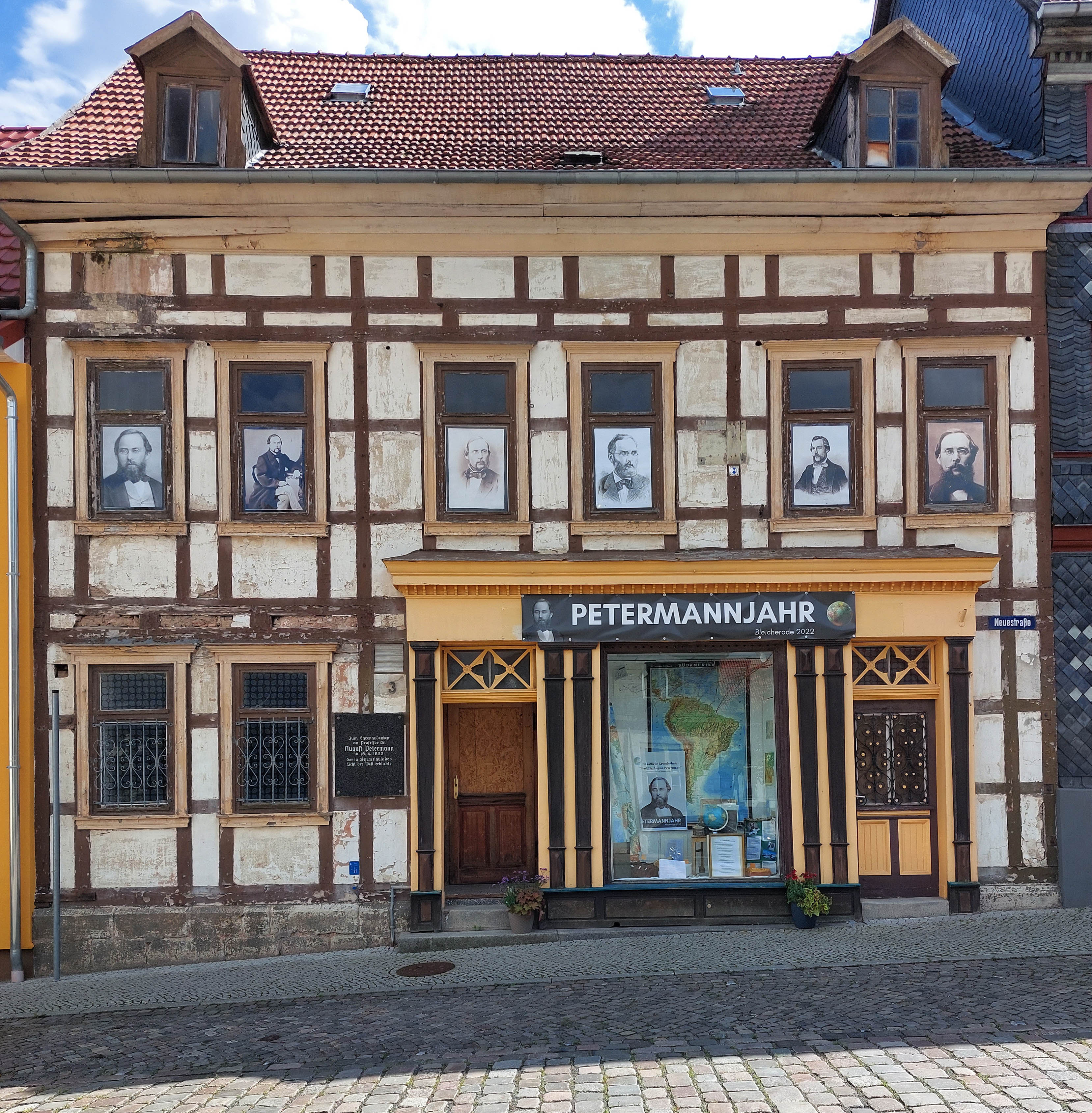
August Petermanns Geburtshaus in Bleicherode

Geboren in der Ortsmitte von Bleicherode als Sohn eines Aktuars kam er mit 14 Jahren nach Nordhausen ins Gymnasium und beschäftigte sich schon früh mit Geografie und dem Zeichnen von Karten. 1839 trat er in die Kunstschule von Heinrich Berghaus in Potsdam ein, um sich wissenschaftlich und technisch in der Kartografie ausbilden zu lassen. 1845 siedelte er nach Edinburgh um und zog 1847 nach London. Er wechselte 1854 von London ins thüringische Gotha, das seit dem Wirken des Astronomen und Geodäten Franz Xaver von Zach einen ausgezeichneten wissenschaftlichen Ruf hatte. Ein Jahr später gründete er Petermanns Geographische Mitteilungen, eine wichtige deutschsprachige Fachzeitschrift für Geographie.

### Erste Versammlung Deutscher Geographen
Am 23. und 24. Juli 1865 fand die Erste Versammlung Deutscher Meister und Freunde der Erdkunde in Frankfurt am Main statt. Sie tagte auf Initiative von Otto Volger und August Petermann.
Petermann war aufgrund seiner Verdienste schon seit 1860 Meister des Freien Deutschen Hochstifts. Regierungsstellen wurden angeschrieben, Zeitungen eingeladen und alle geographischen Gesellschaften verständigt. Es kamen 72 Geographen aus den deutschsprachigen Ländern Mitteleuropas, darunter so einflussreiche Männer wie Georg von Neumayer, Ferdinand von Hochstetter, Präsident der k.k. geographischen Gesellschaft, Wilhelm Ihno v. Freeden, der Direktor der großherzoglich Oldenburgischen Navigationsschule und Friedrich Harkort. Da sich das Frankfurter Goethe-Haus als zu klein für die große Versammlung erwies, tagte man im neuen Saalgebäude in der Junghofstraße. Vom Frankfurter Geographischen Verein waren Eduard Rüppell und J. Wallach zugegen. Das Tagungsthema hieß „Die Veranstaltung einer Deutschen Nordfahrt“.

### Theorie vom eisfreien Nordpolarmeer
August Petermann hielt bei dieser Versammlung einen Vortrag über „Die Erforschung der arktischen Central-Region durch eine deutsche Nordfahrt“. Er beklagte sich über mangelnde Unterstützung durch „unsere ersten seefahrenden Mächte, der Preußischen und Österreichischen Regierungen“, und erbat Spenden für eine „Rekognoszierungsfahrt“ im Meer zwischen Spitzbergen und Nowaja Semlja. Seiner Meinung nach würde das Meer dort dank des Golfstroms nicht völlig zufrieren, auch nicht im Winter, so dass man nach Durchdringen des Treibeises ein freies schiffbares Meer bis zum Nordpol hin vorfinden würde. Die Pläne Petermanns wurden in Deutschland und Österreich mit großer Aufmerksamkeit zur Kenntnis genommen.
Mit den Ausführungen Petermanns in Frankfurt begann die deutsche Nordpolarforschung. Die Erste Deutsche Nordpolar-Expedition von 1868 und die Zweite von 1869/70, die Kapitän Carl Koldewey beide mit Anweisungen von Petermann versehen durchführte, blieben jedoch ohne das Ergebnis der Nordpolentdeckung. Immerhin führte seine Vision zur Entdeckung des Franz-Joseph-Landes durch Julius von Payer und Carl Weyprecht. Das Originalschiff der Ersten Deutschen Nordpolar-Expedition, die 1867 erbaute Nordische Jagt Grönland ist bis heute erhalten und wird als aktives Museumsschiff des Deutschen Schifffahrtsmuseums genutzt.

### Petermanns Geographische Mitteilungen (PGM)
Sein Name ist auf das Engste mit dem Geographischen Verlag Justus Perthes verknüpft, der im Jahr 2004 Petermanns 150-Jahr-Jubiläum in Gotha feierte.
Die Zeitschrift Petermanns Geographische Mitteilungen (erstmals 1855), auch kurz als PGM bekannt, wurde zur bedeutendsten deutschsprachigen Fachzeitschrift der Geographie, in der alle bedeutenden geographischen Entdeckungen des 19. und 20. Jahrhunderts publiziert wurden. Auch in theoretischer Hinsicht gehörte sie zu den führenden Organen der Geowissenschaften. Diese Veröffentlichungen und die Karten der Autoren bereicherten Kartensammlung und Bibliothek in der Gothaer Justus-Perthes-Straße. Das Erscheinen der PGM wurde zum Ende des Jahres 2004 eingestellt.

### Kartographische Leistungen
August Petermann gilt als hervorragender, international hoch angesehener Kartograph. Nach seiner Ausbildung in Potsdam arbeitete er in Edinburgh bei Alexander Keith Johnston mit britischen Gelehrten, Seefahrern und Forschungsreisenden an der englischen Ausgabe von Berghaus’ Physikalischem Atlas. Aus der Londoner Zeit ragen seine Karten zur Bevölkerungsdichte und zur Verbreitung der Cholera in England hervor, die nicht nur soziale Aspekte der Infektionskrankheiten in der Frühphase ihrer medizinischen Erforschung veranschaulichten. Mit ihnen reihte sich Petermann in die Gründergeneration der thematischen Karten ein.
Mit den Karten für Petermanns Mitteilungen treten solche mehr topographischen Charakters in den Vordergrund. Der Herausgeber der Zeitschrift profitierte von Innovationen der Kartentechnik in Gotha: Bernhardt Perthes (1821–1857, Enkel des Firmengründers) hatte mit der Galvanoplastik ein elektro-chemisches Verfahren zur Vervielfältigung der Kupferstich-Platten entwickelt, das den Arbeits- und Zeitaufwand drastisch reduzierte und auch die Herstellung von Kartenausschnitten erlaubte. Emil von Sydow hatte die Farblithographie zur Produktionsreife in der Kartenherstellung gebracht, die ebenfalls die Produktivität steigerte, und die in breitem Umfang die Anwendung der Farbe für die Informationsvermittlung in Karten ermöglichte. Nach über einem Jahrzehnt Praxis hatten beide Kartentechniken ihre Kinderkrankheiten sowie die Kombination beider Techniken in der Kartenproduktion hinter sich. Mit großem Organisationstalent führte Petermann diesen Vorsprung zu einem Verkaufsschlager. Da Petermann nicht nur die Reiserouten rekonstruierte, sondern sie in Karten integrierte, sahen viele Autoren darin einen großen Vorzug und wandten sich an die Mitteilungen zwecks Umsetzung, was meist rasch und in ansprechender Qualität erfolgte. Kein Heft erschien ohne Kartenbeilage, und pro Jahrgang erschienen 25 bis 35 Kartenbeilagen. Der Entwicklungsaufwand dafür war vergleichbar mit dem für einen Schulatlas. Das synthetische Vorgehen in der Darstellung der neuen Entdeckungen brachte zuweilen Hypothetisches mit sich, was zwischen Autoren und dem sehr selbstbewussten Herausgeber zu Verdruss oder auch zu Kontroversen führte.
Diese Karten dienten nicht allein den Mitteilungen, vielmehr waren sie wichtige Quellen für die drei neugefassten Ausgaben von Stielers Hand-Atlas, an denen Petermann maßgebend beteiligt war. Seinem Einfluss ist die Umgestaltung der Handatlanten zu danken. Die Maßstäbe wurden auf das internationale metrische System umgestellt. Zu den politisch-geographischen Aussagen traten physisch-geographische, wie die Darstellung von Wüsten, von periodisch Wasser führenden Flüssen, Zahlen für Meerestiefen, Höhenzahlen, Gipfelnamen usw. Für Gebiete großer Siedlungsdichte fanden Nebenkarten in größeren Maßstäben Aufnahme. Mit dem Städtewachstum im 19. Jahrhundert verdichtete sich die Darstellung von Orten, und für das erhöhte Namensgut entwickelte man eine versachlichte, schlankere, aber trotzdem gut lesbare Schrift. Petermann standen in Hermann Berghaus und Carl Vogel (1828–1897) hervorragende Kartographen zur Seite, und vor allem Vogel hat eine deutlich verbesserte Reliefdarstellung in Schraffen entwickelt. Die hohe Inhaltsdichte und Darstellungsqualität zogen immer wieder Klagen über Schwarzkopien nach sich.
Die Entwicklung der Atlaskarten in Arbeitsteilung von bis zu sieben Kartenbearbeitern, Stechern, Lithographen, Druckern und anderen Kräften erforderte die Entwicklung einer spezifischen betriebswirtschaftlichen Organisation. Die von Verleger Bernhardt Perthes begonnene Umstellung vom Verlagssystem zum Fabriksystem bedurfte nach dessen frühem Tod auch des Organisationstalents Petermanns. Doch Kenner der Gothaer Anstalt widersprechen der Auffassung, Petermann hätte eine Leiterfunktion innegehabt. Es kann nicht übersehen werden, dass Petermann wenig Sinn für theoretische Fragen der Kartographie entwickelte und dem Aufschwung der Naturwissenschaften seiner Zeit stand er als Autodidakt gegenüber.

## Petermanns oder Gothaer Schule
Da es bis weit in das 20. Jahrhundert keine Hochschulausbildung für Kartographen gab, übernahm Petermann nach dem Vorbild seines Lehrers Heinrich Berghaus die Ausbildung. Mit hohen handwerklichen Fertigkeiten zählen dazu neben den Gothaern Hermann Habenicht und Bruno Hassenstein unter anderen Ernst Debes, Georg Hirth und Ludwig Friederichsen, die mit eigenen erfolgreichen kartographischen Betrieben in Leipzig, München und Hamburg die hohe Schule von Petermann unter Beweis stellten. Daneben auch Carl Barich, Arnim Welcker (1840–1859), Fritz Hanemann (1847–1877), Christian Peip (1843–1922), Bruno Domann und Otto Koffmahn (1851–1916), die alle bei Perthes arbeiteten.

## Privatleben
August Petermann heiratete am 3. September 1856 in Richmond (Surrey) Clara Mildred Leslie. Die Ehe, aus der zwei Töchter hervorgingen, wurde 1875 aufgelöst.
Petermann nahm sich am 25. September 1878 das Leben.

## Nachlass
Ein Splitternachlass Petermanns befindet sich heute im Archiv für Geographie des Leibniz-Instituts für Länderkunde in Leipzig.

## Ehrungen
Im Jahr 1860 wurde Petermann in die Deutsche Akademie der Naturforscher Leopoldina gewählt. Im Jahre 1868 verlieh die Royal Geographical Society in London Petermann ihre höchste Auszeichnung, die Große Goldmedaille.
Die Deutsche Antarktische Expedition 1938/39 benannte drei Gebirgszüge im Wohlthat-Massiv (Antarktika) Petermann-Ketten. Außerdem tragen der Petermann Bjerg (2970 m) in Ostgrönland, das Kap Petermann auf der Insel Nowaja Semlja, das Kap Petermann, das Petermannfjellet und der Petermannbreen auf Spitzbergen, die Petermann Ranges in Australien, die Petermann-Insel in der Antarktis sowie der Petermann Gletsjer in Nordwestgrönland seinen Namen. Petermann-Land, das Julius Payer nördlich von Franz-Josef-Land ausgemacht hatte, erwies sich allerdings als Phantominsel.
Der Mondkrater Petermann wurde nach ihm benannt. Auch die Pflanzengattung Petermannia F.Muell. aus der Familie der Petermanniaceae ist nach ihm benannt.
Die Stadt Gotha benannte 1998 einen Parkweg nach dem Kartographen. Dieser führt an dem von den Deutschen Geographischen Gesellschaften nach Petermanns Tod gestifteten und von Max Hoene ausgeführten Petermann-Denkmal vorbei, einem Gedenkstein, der von einer Bronzetafel mit dem Reliefporträt des Geehrten geziert wird.

„So stand er da, eine Zierde seiner Wissenschaft und seines Vaterlandes. Da kam ein Sturm und riss ihn hinab, nach dem Worte Homer's: Die Menschen sind wie die Blätter an den Bäumen, wenn der Herbstwind kommt, weht er sie herab und bestreut damit den Boden.“

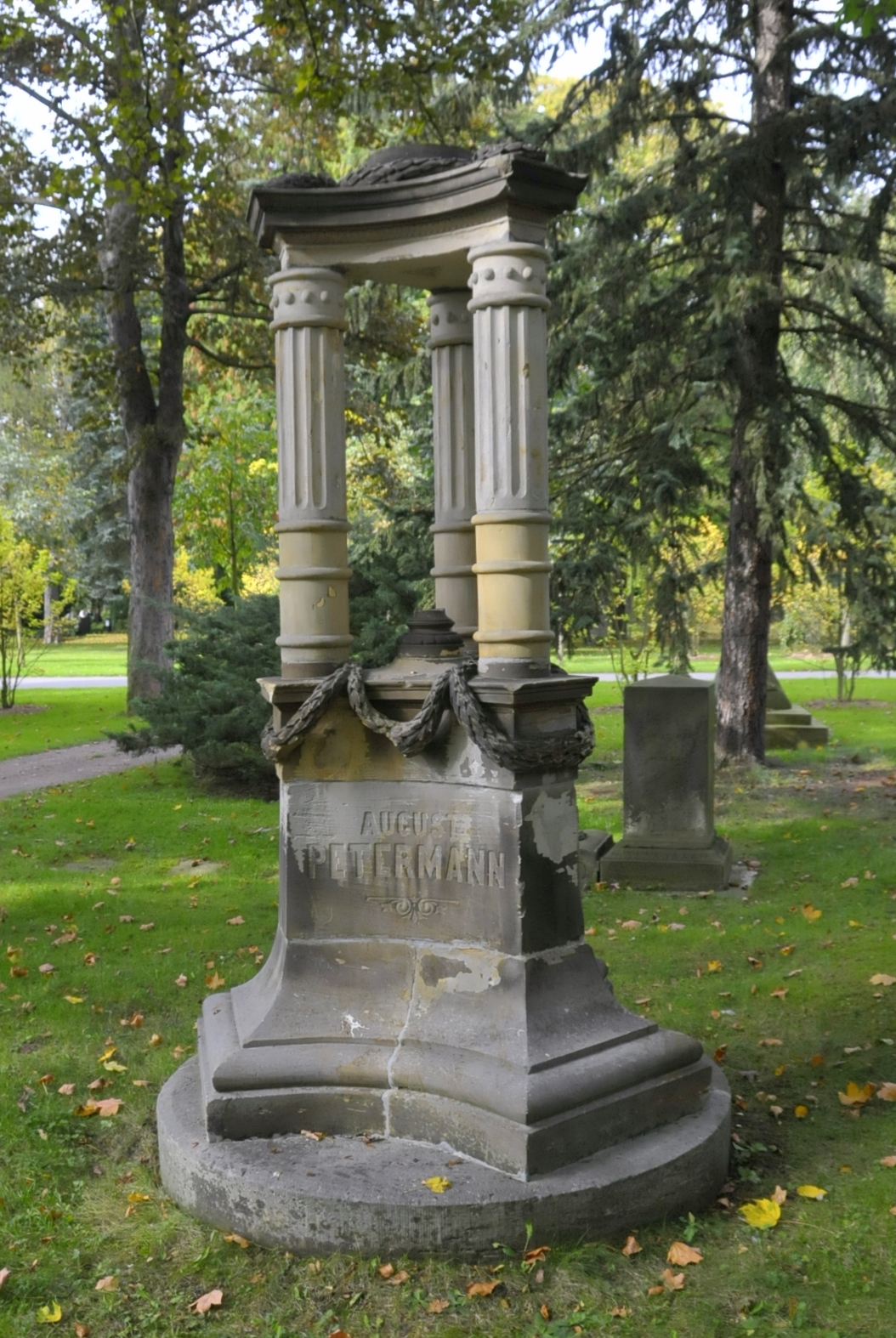
Petermanns Grabmal, Hauptfriedhof Gotha
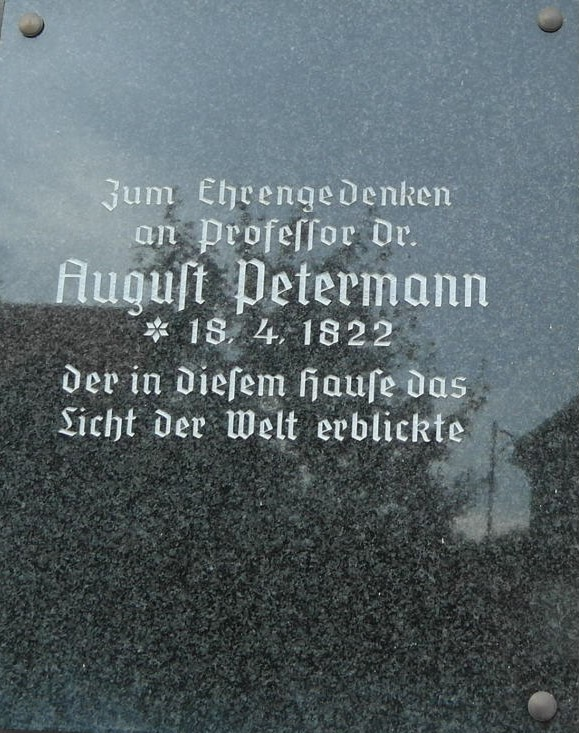
Gedenktafel in Bleicherode
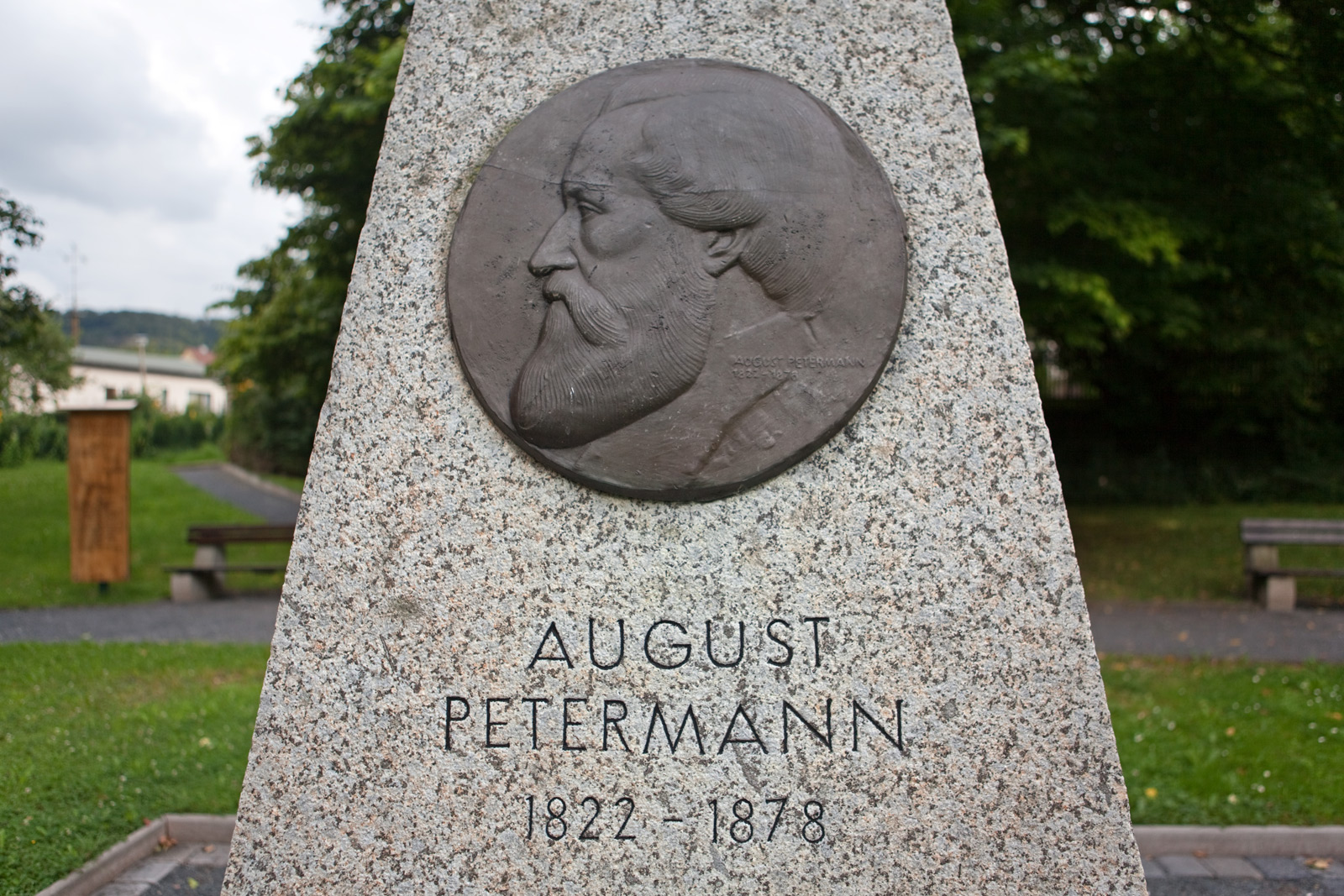
Denkmal in Bleicherode